# L'ultima preda (film 2006)
L'ultima preda è un documentario naturalistico del National Geographic.
Narrato in lingua originale da Jeremy Irons e doppiato nella lingua italiana da Giancarlo Giannini.
Ambientato nel Chobe National Park, in Botswana, il filmato narra di un particolare fenomeno che avviene nella stagione secca: la predazione degli elefanti africani da parte dei leoni.